# Eomamenchisaurus yuanmouensis
L'eomamenchisauro (Eomamenchisaurus yuanmouensis) è un dinosauro erbivoro appartenente alla famiglia dei sauropodi mamenchisauridi. Visse nel Giurassico medio (175-165 milioni di anni fa). I suoi resti fossili sono stati ritrovati in Cina. 

## Classificazione
Questo dinosauro è conosciuto grazie a uno scheletro incompleto, descritto per la prima volta nel 2008 e proveniente dalla zona di Yuanmou (Yunnan), in Cina. Come tutti i sauropodi, anche Eomamenchisaurus era dotato di arti colonnari che reggevano un corpo massiccio, un collo lungo e una lunga coda. Lo scheletro è caratterizzato da alcune particolarità che lo distinguono da altri sauropodi coevi: le vertebre dorsali erano sprovviste di pleuroceli (cavità laterali) e possedevano superfici articolari anteriori leggermente convesse, mentre quelle posteriori erano leggermente concave. 
Eomamenchisaurus possedeva inoltre un ischio caratteristico, ma i centri di alcune vertebre dorsali erano molto simili a quelle di altri sauropodi, come Mamenchisaurus hochuanensis, M. youngi e Chuanjiesaurus. La fusione dei centri delle dorsali (presumibilmente la nona e la decima vertebra) è stata indicata dagli autori dello studio (Lu et al., 2008) come un carattere distintivo (sinapomorfia) di un clade di sauropodi asiatici noti come Mamenchisauridae. Il nome generico Eomamenchisaurus significa "Mamenchisaurus dell'aurora", con riferimento alla presunta parentela con il successivo Mamenchisaurus.
L'olotipo (CXMVZA 165) è oggi conservato al Museo di Chuxiong.